# Ein Deutsches Requiem
Ein deutsches Requiem, nach Worten der heiligen Schrift, Op. 45 (Německé rekviem na slova svatých Písem) je rekviem Johannese Brahmse pro sbor, orchestr a pěvecké sólisty (baryton a soprán). Jde o Brahmsovu nejrozsáhlejší skladbu, skládá se ze sedmi vět a provedení trvá 70 až 80 minut. Rekviem bylo složeno mezi lety 1865 a 1868, bylo inspirováno smrtí skladatelovy matky v roce 1865. Autor ho skládal postupně, po větách, poslední věta měla premiéru v Lipsku v roce 1869. Text vokální skladby není psán na tradiční římskokatolické rekviem a nejde proto o liturgickou skladbu. Text je založen na Brahmsově výběru pasáží z Lutherova německého překladu bible, textu se ale nedrží zcela doslovně.
1. Chor: „Selig sind, die da Leid tragen“
2. Chor: „Denn alles Fleisch, es ist wie Gras“
3. Bariton a koor: „Herr, lehre doch mich“
4. Chor: „Wie lieblich sind deine Wohnungen“
5. Sopran a chor: „Ihr habt nun Traurigkeit“
6. Bariton a chor: „Denn wir haben hie keine bleibende Statt“
7. Chor: „Selig sind die Toten“